# Селце (община Крушево)
Вижте пояснителната страница за други значения на Селце.
Селце (на македонска литературна норма: Селце) е село в община Крушево, Северна Македония.

## География
Селце е малко село в северната част на община Крушево. Разположено е в Пелагония, в източните поли на Бушева планина, най-близките села наоколо са Норово на юг, Белушино на север и Борино на севроизток.

## История
За селото се знае, че не е от най-старите в района основано е по време на Османското владичество от три или четири семейства от дебърското село Селце.
В XIX век Селце е чисто българско село в Прилепска кааза на Османската империя. Църквата „Свети Илия“ е от XIX век.
В „Етнография на вилаетите Адрианопол, Монастир и Салоника“, издадена в Константинопол в 1878 година и отразяваща статистиката на населението от 1873 година Селце далечно (Seltze-Daletchno) е посочено като село с 42 домакинства и 180 жители българи.
Според статистиката на Васил Кънчов („Македония. Етнография и статистика“) от 1900 година Селце Друго има 360 жители, всички българи християни. Според Никола Киров („Крушово и борбите му за свобода“) към 1901 година Селце има 70 български къщи.
На Етнографската карта на Битолския вилает на Картографския институт в София от 1901 година Селце е чисто българско село в Прилепската каза на Битолския санджак с 46 къщи.
Селото се включва в Илинденско-Преображенското въстание, където става известно със своите черешови топчета.
Цялото население на селото е под върховенството на Българската екзархия. По данни на секретаря на екзархията Димитър Мишев („La Macédoine et sa Population Chrétienne“) в 1905 година в Долно Селце има 400 българи екзархисти и работи българско училище.
На етническата си карта на Северозападна Македония в 1929 година Афанасий Селишчев отбелязва Селце като българско село.
Според преброяването от 2002 година селото има 22 жители, всички северномакедонци.

## Личности
Родени в Селце
- Аризанко Божков Трайчевски, участник в Илинденско-Преображенското въстание[10]
- Атанаско Христов Бадевски, участник в Илинденско-Преображенското въстание[10]
- Боге Николов Зенговски, участник в Илинденско-Преображенското въстание[10]
- Веле Петков Ивановски, участник в Илинденско-Преображенското въстание[10]
- Велко Марков (1870 – 1902), български революционер
- Кръсто Трайков Соколевски, участник в Илинденско-Преображенското въстание[10]
- Мице и Злате Прусковски, брятя, участници в Илинденско-Преображенското въстание[10]
- Никола Павлев Стеблевски, участник в Илинденско-Преображенското въстание[10]
- Павле Найдов, български учител и участник в Илинденско-Преображенското въстание[10]
- Петко Толев, участник в Илинденско-Преображенското въстание[10]
- Петър Кунтев (1857 – 1923), опълченец, участник в Кресненското въстание, български революционер
- Стеан Талев Веляновски, участник в Илинденско-Преображенското въстание[10]
- Стойче Летник (1869 - 1909), български революционер, деец на ВМОРО
- Трайче Корун, участник в Илинденско-Преображенското въстание[10]
- Христо Илиев, участник в Илинденско-Преображенското въстание[10]